# Cașinu Nou, Harghita
Cașinu Nou (în maghiară Kászonújfalu) este un sat în comuna Plăieșii de Jos din județul Harghita, Transilvania, România.

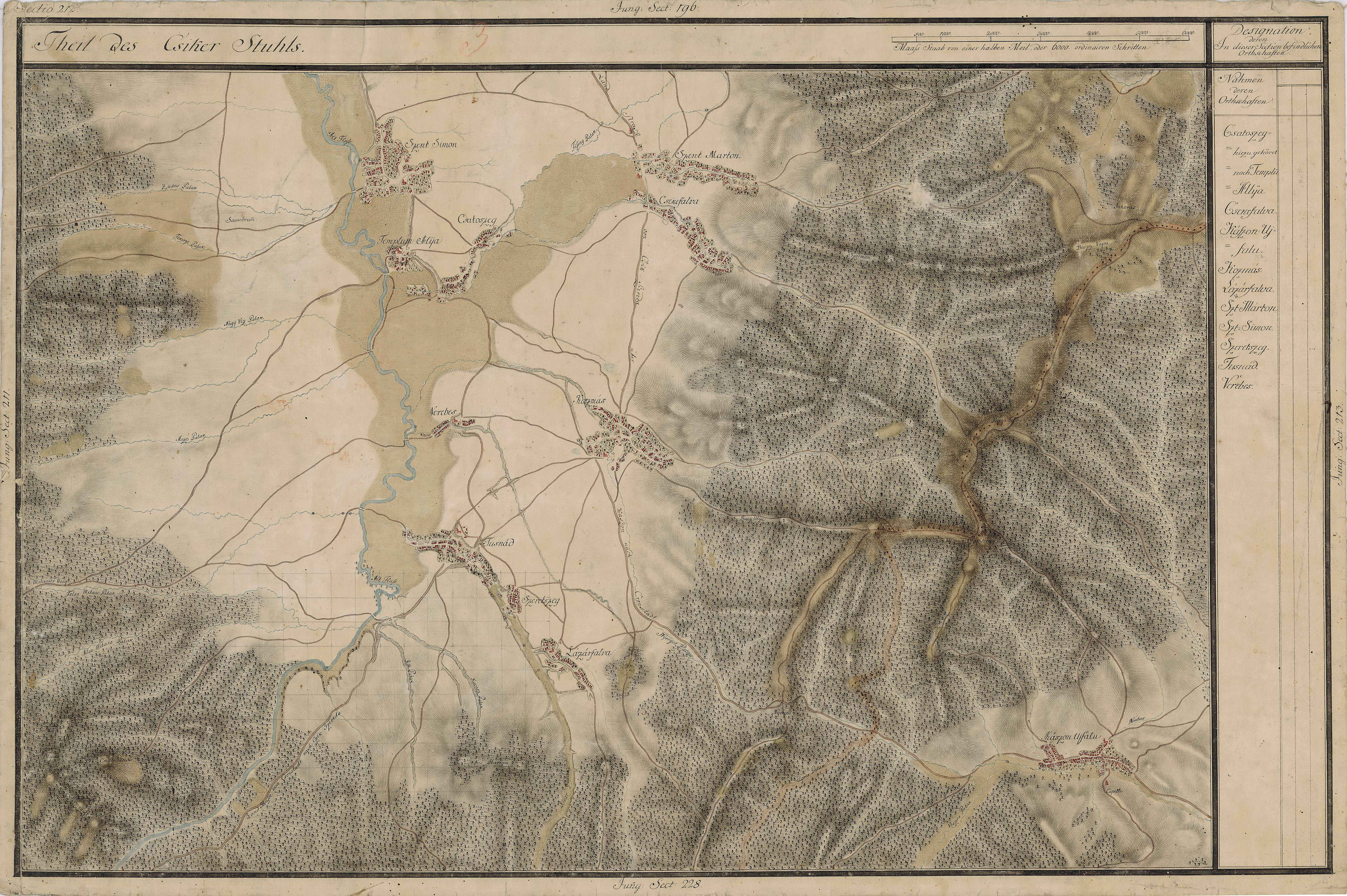
Caşinu Nou în Harta Iosefină a Transilvaniei, 1769-1773

 Acest articol despre o localitate din județul Harghita este deocamdată un ciot. Puteți ajuta Wikipedia prin completarea lui.